# Altchali (Kelbajar)
Altchali (en azéri : Alçalı) est un village situé dans le raïon de Kelbadjar en Azerbaïdjan.

## Toponymie
Altchali signifie « pruniers » en raison de la présence de ces arbres dans le village. 

## Histoire
En 1993, lors de la guerre du Haut-Karabagh, le village passe sous le contrôle de la république autoproclamée du Haut-Karabagh et est intégré à la région de Chahoumian.
À l'issue de la deuxième guerre du Haut-Karabakh de l'automne 2020, un accord est conclu entre l'Arménie, l'Azerbaïdjan et la Russie. Conformément à celui-ci, les troupes arméniennes évacuent la région de Kelbadjar qui est restituée à l'Azerbaïdjan le 25 novembre.